# Ugíjar
Ugíjar est commune de la province de Grenade dans la communauté autonome d'Andalousie en Espagne.

## Géographie

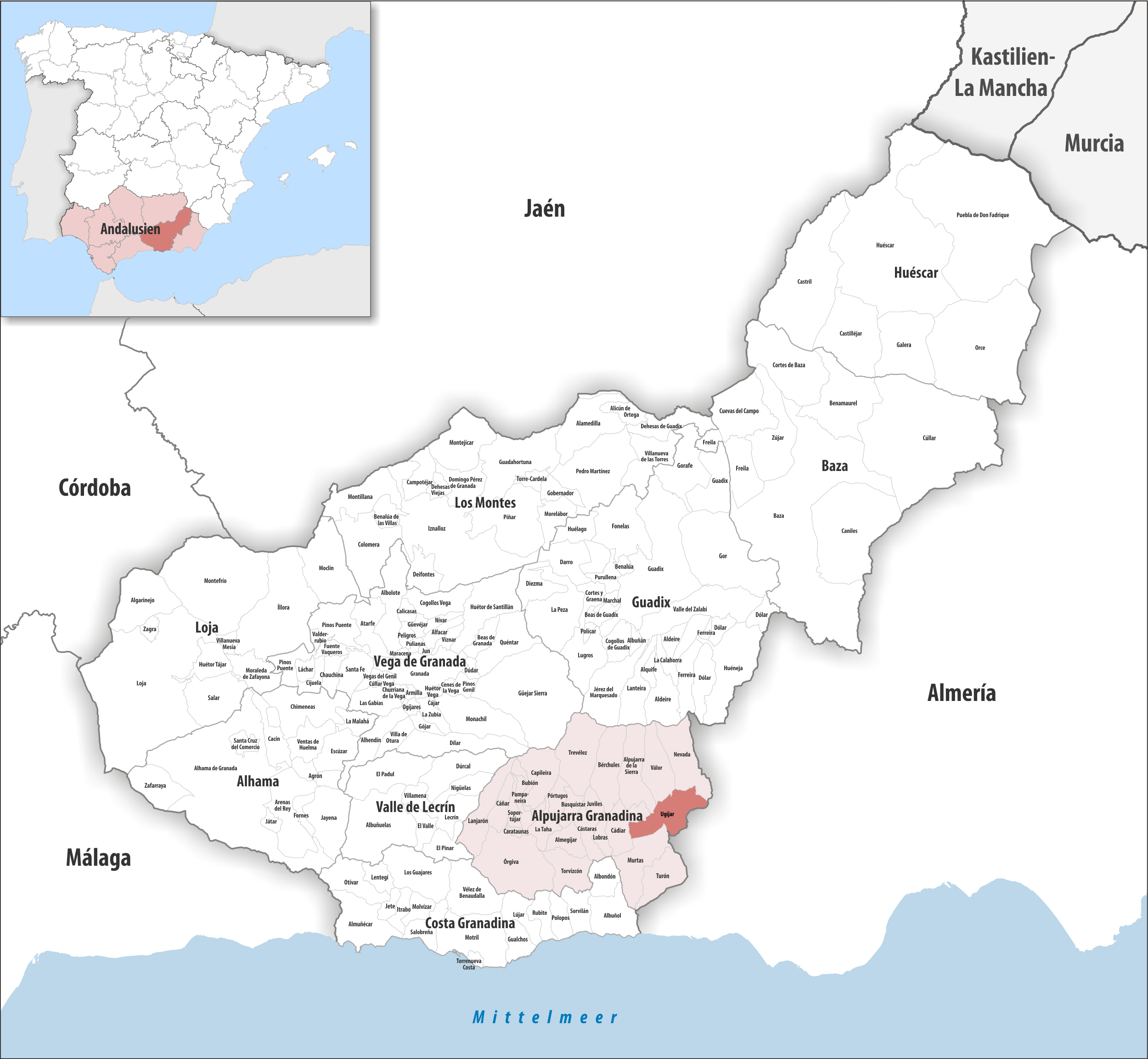
Ugíjar dans la comarque Alpujarra grenadine, province de Grenade / en Andalousie

### Localisation
La commune d'Ugíjar se trouve au sud-sud-est de l'Espagne, dans le sud de la province de Grenade et sur la limite est de la comarque Alpujarra grenadine (en espagnol Alpujarra Granadina). Elle jouxte à l'est une commune de la province d'Almería : Alcolea, de la comarque Alpujarra almeriense.
Grenade est à 110 km nord-ouest ;
Almería à 80 km est ;
Madrid à 502 km nord ;
Malaga à 161 km ouest ;
Gibraltar à 300 km ouest-sud-ouest (distances par route).
Ugíjar fait partie de l'Alpujarra, petite région entre la sierra Nevada au nord et la mer Méditerranée au sud, limitée à l'ouest par la sierra de Lujar (es) et à l'est par la sierra de Gádor.

## Économie
Le travail de la terre
Dans l'Alpujarra, les terres cultivées représentent plus de 35% de l'occupation des sols. Les terres consacrées aux pâturages permanents et aux espèces forestières sont très réduites ; la culture la plus répandue est de loin le fruitier, sur arrière-fond de polyculture.
Vin de pays Contraviesa-Alpujarra
Cette petite région est aussi celle de l'appellation « vin de pays » (es) (Vino de la Tierra) Contraviesa-Alpujarra – une appellation remplacée en 2009 par « Cumbres del Guadalfeo » (es),. Elle fait partie d'une région viticole plus prisée qu'un simple vin de pays : le « vin de Grenade » (es), une denominación de origen protegida, équivalent espagnol de l'AOP française. 

Cependant le vignoble y représente dans la plupart des cas un pourcentage inférieur à 5 % du total des terres cultivées ; seules deux communes, Albondón et Murtas, ont plus de 20% de leurs terres cultivées occupées par des vignes. Il faut aussi préciser que les organismes officiels ont bien du mal à déterminer les quantités de vin produites, essentiellement pour deux raisons : c'est surtout une production familiale souvent non déclarée, et c'est dans une zone économiquement déprimée. Ainsi les chiffres du Censo Agrario sont généralement (mais pas toujours) notablement inférieurs à ceux donnés par le Catastro Vitivinícola ou l'Anuario Estadístico de Andalucía, parfois dans des proportions variant de 1 à 5 et même plus.